# Walter Frentz
Walter Frentz (ur. 21 sierpnia 1907 w Heilbronn, zm. 6 lipca 2004 w Überlingen) – niemiecki fotograf, operator i producent filmowy, fanatyk kajakarstwa.

## Życiorys
Ukończył studia elektrotechniczne, w trakcie których spotkał Alberta Speera, przez którego przedstawiony został później Leni Riefenstahl. Pierwsze filmy kamerą „z ręki” kręcił podczas wycieczek kajakowych po Austrii i Jugosławii.
Przed II wojną światową jako operator studia UFA współpracował z Leni Riefenstahl przy filmowaniu zarówno produkcji czysto propagandowych, takich jak „Triumf woli” czy też przynajmniej nominalnie zaliczanych do reportaży sportowych, takich jak „Olympia” z 1938 relacjonującego Letnie Igrzyska Olimpijskie 1936 w Berlinie w 1936.
W 1938 wstąpił do Luftwaffe i u boku Hitlera filmował zajęcie Austrii. W czasie II wojny światowej podporucznik (niem. SS-Untersturmführer) Waffen-SS (1941), podporucznik (niem. Leutnant) Luftwaffe (1942). Był świadkiem masowych mordów w Mińsku. Jako operator kroniki filmowej (niem. UFA-Wochenschau) delegowany do Głównej Kwatery Wodza (niem. Führerhauptquartier) filmował wkroczenie okupantów do Warszawy i Paryża. Drugi, po Heinrichu Hoffmanie, fotograf mający stały dostęp do Adolfa Hitlera, specjalizujący się w fotografii barwnej.
Wykonał m.in. w kolorze:
- liczne portrety notabli III Rzeszy;
- zdjęcia przyfrontowe: Mińsk (1941), Sewastopol (1942);
- zdjęcia obiektów specjalnych: Wał Atlantycki (1943), fabryka V2-A4 krypt. Dora;
- obrazy zniszczeń miast: Drezno, Berlin, Frankfurt nad Menem, Monachium i in. (1945).

Był członkiem świty Adolfa Hitlera do 24 kwietnia 1945, kiedy to opuścił Führerbunker kierując się do Obersalzbergu. Nigdy nie wstąpił do NSDAP, mimo to cieszył się bezgranicznym zaufaniem Hitlera. Internowany przez Amerykanów przez kilka miesięcy w obozie Hammelburg.
Mimo że spadkobiercą prawnym III Rzeszy został kraj związkowy Bawaria, Frentzowi udało się utrzymać prawa autorskie do kolekcji wykonanych przez siebie kolorowych zdjęć znanych pod nazwą (niem.) Bildarchiv Walter Frentz.

## Filmografia
- wczesne, związane z kajakarstwem
  - Wildwasserparadiese in Österreich und Jugoslawien;
  - Durch Felsendome zum Mittelmeer;
  - Wildwasserfahrt durch die schwarzen Berge;
- III Rzesza
  - Wasser hat Balken 1933;
  - Der Sieg des Glaubens 1933;
  - Tag der Freiheit – Unsere Wehrmacht 1935;
  - Triumph des Willens 1935;
  - Jugend der Welt. Der Film von den IV. Olympischen Winterspielen in Garmisch-Partenkirchen 1936;
  - Olympia 1. Teil – Fest der Völker 1938;
  - Olympia 2. Teil – Fest der Schönheit 1938;
  - Feldzug in Polen 1940;

## Dokumenty TV
- (ang. Eye of the Dictator), Charisma Films, 1988
- (niem. Das Auge des dritten Reiches), 1992
- „Potęga Obrazu: Leni Riefenstahl” tyt. org. (niem. Die Macht der Bilder: Leni Riefenstahl), miniserial, Chanel Four Films, 1993
- „Hitler” tyt. org. (niem. Hitler – eine Bilanz), miniserial, Zweites Deutsches Fernsehen ZDF, 1995
- „Nazizm: Ostrzeżenie z Historii” tyt. org. (ang. The Nazis: A Warning from History), ministerial, BBC 1997
- (niem. Vom Hirschkäfer zum Hakenkreuz), DOK 43, 2002